# Let Me Cry (песня Марианы Поповой)
Let Me Cry (с англ. — «Дай мне поплакать») — песня болгарской певицы Марианы Поповой на конкурсе «Евровидение-2006» в Афинах, Греция.
В 2006 году Мариана Попова победила на болгарском национальном отборе с песней «Let Me Cry», что дало ей возможность представить Болгарию на Евровидение 2006 в Афинах.
Музыка «Let Me Cry» написал Дани Милев, текст — Елина Гаврилова. В качестве бэк-вокалисты участвовали поп-фолк певец Азис и Дани Милев.
В втором полуфинале конкурса Евровидение-2006 «Let Me Cry» заняла 17-е место, и не прошла в финал.